# 1989년 벤쿠버 국제 영화제
제8회 벤쿠버 국제 영화제의 시상식에 관한 내용이다.

## 수상 및 후보

### 캐나다영화인기상
- 인디언 코미 - 브루스 피트먼 수상

### 캐나다영화 최고각본상
- 스피킹 파트 - 아톰 에고이안 수상

### 국제영화인기상
- 로저와 나 - 마이클 무어 수상